# Italiques (émission de télévision)
Pour les articles homonymes, voir Italique.
Italiques était une émission de télévision politique et culturelle française produite et présentée par Marc Gilbert de 1971 à 1974.

## Origine
En 1971, Pierre Sabbagh confie à Marc Gilbert l'émission Italiques, à l'ORTF et introduit le « talk-show à l’américaine », « une émission de télévision centrée sur les livres pour les lecteurs et réalisée avec leur aide » dont les chroniqueurs sont Jean-Jacques Brochier, Max-Pol Fouchet, Georges Walter, Jacques Legris, Jean Ferniot, Marc Ullmann, Catherine Laporte, journaliste à ELLE, sa sœur Ariane Randal et Jeanne Lara. 
En 1972, trente minutes du documentaire de Leni Riefenstahl, Le Triomphe de la volonté, sont diffusées pour la première fois en France à la télévision, dans l'émission qui signe sa plus forte audience, avec un million de spectateurs. 
Après l'arrivée d'Arthur Conte, le générique est modifié, le 19 janvier 1973. C'est Ennio Morricone qui réalise la musique en reprenant le thème Lontano, qu'il a composé pour la bande originale du film À l'aube du cinquième jour (Dio è con noi ou Gott mit uns) de Giuliano Montaldo. Jean-Michel Folon — qui illustre régulièrement les articles du New York Times — se charge de créer un dessin animé où des personnages bleus s'envolent avec les livres. Quelques semaines plus tard, Jean-Edern Hallier est décommandé à la suite d'un « incident » qui nécessite que l'émission se déroule sous la protection de la police.
En mai 1973, Nicolas Brimo fait un portrait au vitriol des émissions littéraires françaises Italiques et Ouvrez les guillemets. Au mois d'octobre, Jean d'Ormesson qui rejoint l'Académie française, apparait dans Italiques. En 1975, Jacqueline Baudrier et Bernard Pivot contrent Italiques avec succès et l'émission est remplacée par Apostrophes,,,,. Cette situation est vivement critiquée par Alain Decaux en juin 1975. 

## Dans la culture populaire
- « Il sera question d'histoire », la phrase de présentation de La Grande Explication, est l'introduction d'une émission d'Italiques, par Marc Gilbert.
- Thinkerview s'inspire directement des méthodes journalistiques d'Italiques[17].

## Pour approfondir